# Lembit Annus

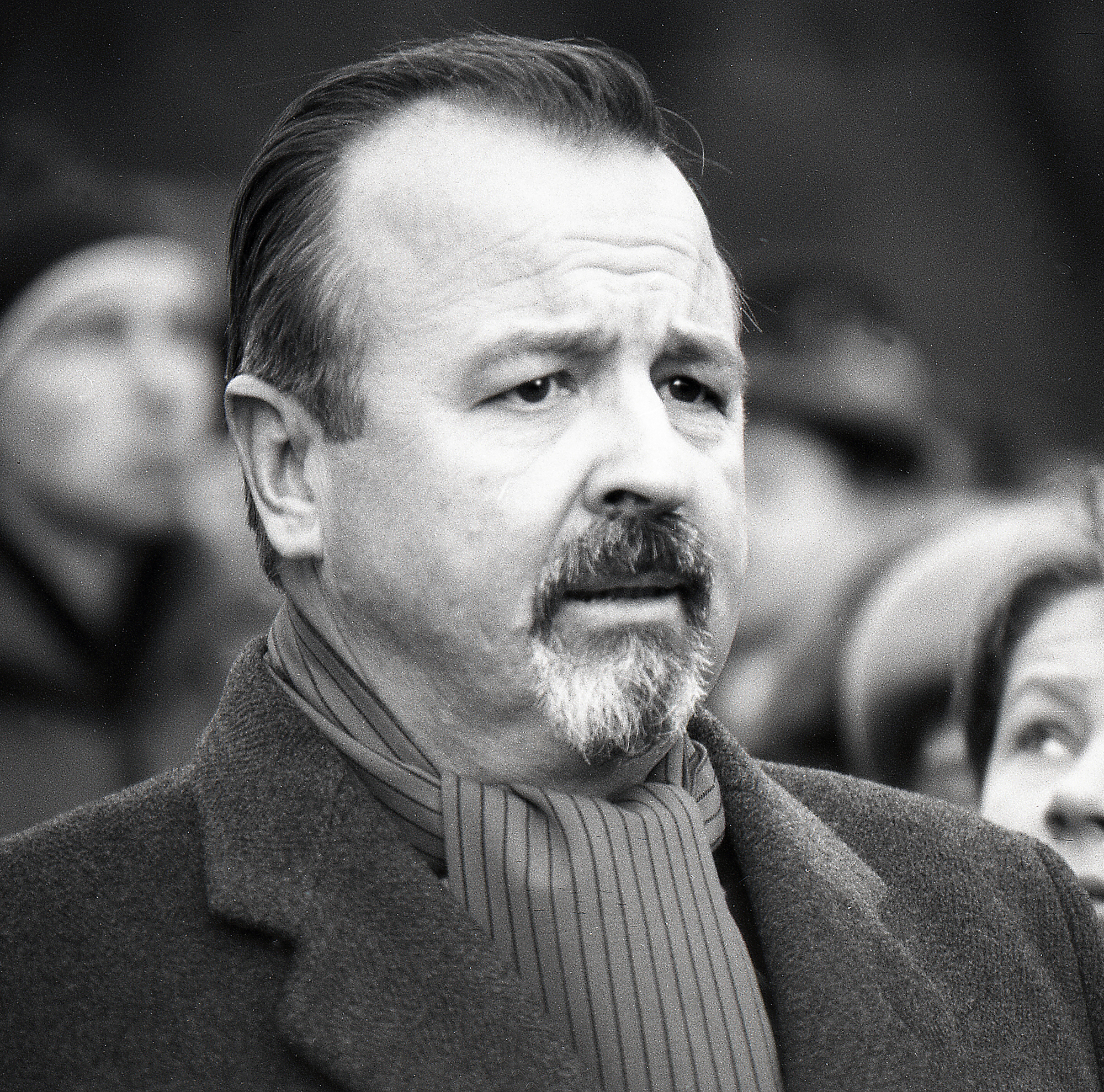
Lembit Annus (1990)

Lembit Annus (ros. Ле́мбит Эльма́рович А́ннус, ur. 17 września 1941 w Kohtla-Järve) – radziecki i estoński dziennikarz i polityk, członek Biura Politycznego KC KPZR (1991).

## Życiorys
Od 1963 należał do KPZR, od 1964 był funkcjonariuszem Komsomołu, 1973 zaocznie ukończył Wyższą Szkołę Partyjną przy KC KPZR, a 1979 Akademię Nauk Społecznych przy KC KPZR. Od 1981 funkcjonariusz partyjny, 1980-1983 pomocnik I sekretarza KC KPE, 1983-1989 redaktor naczelny pisma "Eesti Kommunist", 1989-1990 inspektor KC KPE, od lipca 1990 do sierpnia 1991 członek KC KPZR. W 1990 I sekretarz Kalinińskiego Komitetu Rejonowego KPE Tallina, 1990-1991 I sekretarz KC KPE, od 31 stycznia do 25 sierpnia 1991 członek Biura Politycznego KC KPZR.